# Giardinello
Giardinello ist eine Stadt der Metropolitanstadt Palermo in der Region Sizilien in Italien mit 2245 Einwohnern (Stand 31. Dezember 2023).

## Lage und Daten
Giardinello liegt 25 km westlich von Palermo. Die Einwohner arbeiten hauptsächlich in der Landwirtschaft.
Die Nachbargemeinden sind Borgetto, Carini, Monreale, Montelepre und Partinico.

## Geschichte
Der Ort wurde Anfang des 18. Jahrhunderts gegründet. Am 10. Dezember 1893 wurden während des Aufstands der Fasci siciliani elf Personen getötet, die für die Abschaffung von Steuern auf Nahrungsmitteln demonstriert hatten.

## Sehenswürdigkeiten
- Niscemi-Palast
- Pfarrkirche